# Hymenophyllum proctoris
Hymenophyllum proctoris är en hinnbräkenväxtart som beskrevs av C. Sanchez. Hymenophyllum proctoris ingår i släktet Hymenophyllum och familjen Hymenophyllaceae. Inga underarter finns listade.